# کیرا نایتلی
کیِرا کریستینا نایتلی (انگلیسی: Keira Christina Knightley؛ زادهٔ ۲۶ مارس ۱۹۸۵) بازیگر انگلیسی است. او بابت حضور در فیلم‌های مستقل و بلاکباسترها، به‌خصوص درام‌های تاریخی، مشهور است. نایتلی افتخارات مختلفی شامل کسب دو نامزدی در مراسم اسکار، سه نامزدی در بفتا و یک نامزدی در لارنس الیویه دارد. او در سال ۲۰۱۸ برای نقشی که در هنرهای نمایشی و خیریه داشت، به مقام افسر نشان امپراتوری بریتانیا منصوب شد.
والدین نایتلی ویل نایتلی و شارمن مک‌دونالد هر دو بازیگر هستند. او در شش سالگی صاحب مدیر برنامه شد و در آغاز فعالیت، به کارهای تبلیغاتی و فیلم‌های تلویزیونی مشغول بود. او نقش کوتاهی به‌عنوان ندیمهٔ پدمه آمیدالا در اپرای فضایی پرفروشِ جنگ ستارگان: قسمت اول – تهدید شبح (۱۹۹۹) داشت. نقش برجستهٔ او در فیلم ورزشی مثل بکام کات‌دار بزن (۲۰۰۲) بود که در آن نقش فوتبالیستی تام‌بوی را ایفا کرد، و برای بازی در نقش الیزابت سوآن در مجموعهٔ فانتزی دزدان دریایی کارائیب که از سال ۲۰۰۳ آغاز شد، به شهرت بین‌المللی دست یافت. در سال ۲۰۰۳، او در کمدی عاشقانهٔ در واقع عشق ظاهر شد و از سوی خوانندگان نشریهٔ هِلو! لقب ستارهٔ نوجوان آینده‌دار را گرفت.
نایتلی برای به تصویر کشیدن الیزابت بنت در عاشقانهٔ تاریخی غرور و تعصب (۲۰۰۵) نامزد دریافت جایزهٔ اسکار بهترین بازیگر زن شد. او در شماری از فیلم‌های تاریخی نقش اصلی داشت: معشوقه‌ای پیچیده در تاوان (۲۰۰۷)، جورجیانا کاوندیش در دوشس (۲۰۰۸) و شخصی مقتدر در آنا کارنینا (۲۰۱۲). سپس در درام‌های معاصر به فعالیت پرداخت و در کمدی-درام دوباره شروع کن (۲۰۱۳) و فیلم هیجان‌انگیز جک رایان: سرباز سایه (۲۰۱۴) ظاهر شد. نایتلی با بازی در نقش ریاضی‌دان جون کلارک در بازی تقلید (۲۰۱۴) به فیلم‌های تاریخی بازگشت که نامزد دریافت جایزهٔ اسکار بهترین بازیگر نقش مکمل زن شد و در کولت (۲۰۱۸) نویسندهٔ فرانسوی، کولت، را به تصویر کشید.
نقش‌های نایتلی در تئاتر شامل مردم‌گریز در سال ۲۰۰۹ و ترز راکن در سال ۲۰۱۵ می‌شود. او به دلیل موضع صریح خود در مورد مسائل اجتماعی مشهور است و با سازمان‌های عفو بین‌الملل، آکسفام و کمیک رلیف همکاری کرده‌است. او با موسیقی‌دان، جیمز رایتن ازدواج کرده‌است و دو دختر دارند.

## اوایل زندگی
کیرا کریستینا نایتلی ۲۶ مارس ۱۹۸۵ در حومهٔ تدینگتون لندن به دنیا آمد و والدینش ویل نایتلی و شارمن مک‌دونالد هر دو بازیگر هستند. قرار بود نام او را «Kiera» از کیرا ایوانوا که پدرش آن را تحسین می‌کرد بگذارند؛ با این حال، مادرش هنگام ثبت شناسنامه نام را اشتباه نوشت و به‌جای واژهٔ i، واژهٔ e ثبت شد. پدرش انگلیسی و مادرش اسکاتلندی و ولزی‌تبار است. نایتلی یک برادر بزرگتر دارد. مک‌دونالد پس از پایان دوران بازیگری‌اش به‌عنوان نمایشنامه‌نویس مشغول به کار شد. والدین نایتلی پس از تولد برادرش با مشکلات مالی قابل توجهی مواجه شدند. پدرش که یک هنرپیشه «عادی» بود، تنها در صورتی با فرزند دوم موافقت کرد که مادرش ابتدا فیلم‌نامه‌ای را بفروشد. با این حال، مراتب مختلف موفقیت والدینش مانع کنجکاوی نایتلی در مورد این حرفه نشد. مک‌دونالد بچه‌هایش را خیلی زود با تئاتر و باله آشنا کرد. این امر باعث علاقه نایتلی به بازیگری شد.
نایتلی در مدرسه تدینگتون به تحصیل پرداخت. او در شش سالگی به دیسلکسیا مبتلا شد، اما می‌گوید که در یازده سالگی، با حمایت والدینش، «آنها تصور می‌کردند که به اندازه کافی بر آن غلبه کرده‌ام.» او هنوز هم کندخوان است و نمی‌تواند با صدای بلند بخواند. نایتلی گفته‌است که «فقط در مورد بازیگری فکر می‌کند.» او در سه سالگی درخواست کرد تا مانند پدر و مادرش مدیر برنامه‌ای داشته باشد و در شش سالگی صاحب آن شد. این امر باعث شد که او شماری از نقش کوتاه را در درام‌های تلویزیونی بازی کند. او در تعدادی از محصولات آماتور محلی بازی کرد؛ از جمله نمایش بعد از ژولیت نوشتهٔ مادرش، و ایالات متحده نوشته معلم نمایش او. نایتلی شروع به تحصیل در سطح A کالج اشر کرد، اما پس از یک سال آن را رها کرد تا حرفهٔ بازیگری را دنبال کند. دوستان مادرش او را تشویق کردند که به مدرسه نمایش برود، که او به دلایل مالی و شغلی آن را رد کرد.

## حرفه

### آغاز حرفه و پیشرفت شغلی (۱۹۹۳–۲۰۰۲)

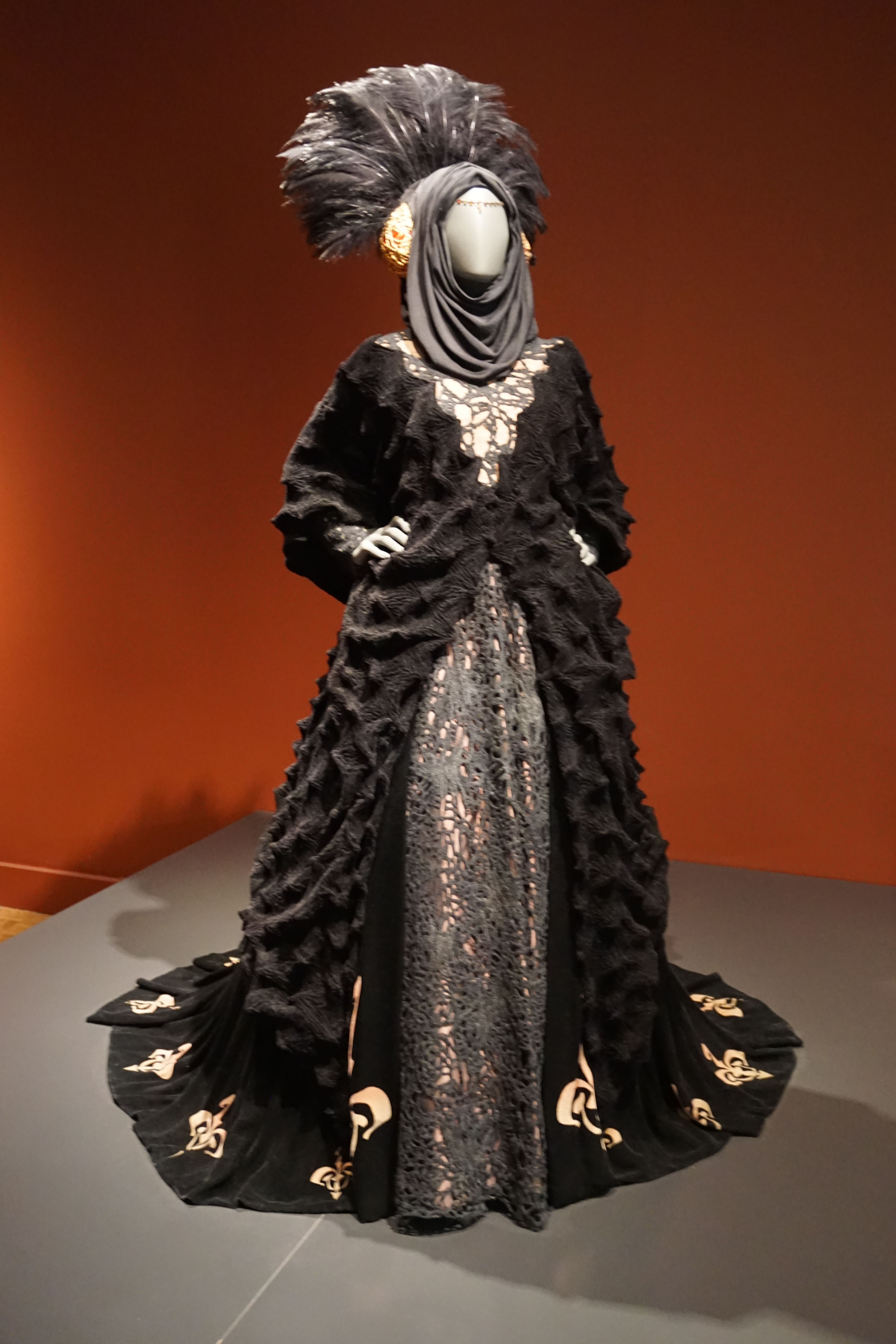
لباس نایتلی در جنگ ستارگان: قسمت اول – تهدید شبح (۱۹۹۹) که در مؤسسه هنر دیترویت به نمایش گذاشته شد.

پس از اینکه نایتلی در شش سالگی صاحب مدیر برنامه شد، شروع به کار در تبلیغات و نقش‌های کوتاه تلویزیونی کرد. اولین حضور تلویزیونی او در سال ۱۹۹۳ در یک قسمت تلویزیونی اسکرین وان با عنوان «جشن سلطنتی» بود. او در درام عاشقانه یک ماجرای روستایی (۱۹۹۵) نقش ناتاشا جردن، دختر جوانی را بازی کرد که مادرش درگیر یک رابطه خارج از ازدواج است. پس از حضور در مجموعه‌ای از فیلم‌های تلویزیونی در اواسط تا اواخر دهه ۱۹۹۰، از جمله دروغ‌های بی‌ضرر (۱۹۹۵)، جویندگان گنج (۱۹۹۶)، بازگشت به خانه (۱۹۹۸) و الیور توئیست (۱۹۹۹)، نایتلی موفق به دریافت نقش سابه، کنیز و بدل نقش پدمه آمیدالا، در فیلم اپرای فضایی جنگ ستارگان: قسمت اول – تهدید شبح (۱۹۹۹) ساختهٔ جرج لوکاس شد. دیالوگ او توسط ناتالی پورتمن، که نقش پدمه را بازی می‌کرد، دوبله شد. نایتلی به دلیل شباهت زیادش به پورتمن برای این نقش انتخاب شد. حتی مادران این دو بازیگر هنگام آرایش کامل دخترانشان به سختی می‌توانستند آن‌ها را از یک دیگر تشخیص دهند. منتقدان این فیلم را دوست نداشتند اما با فروش ۹۲۴ میلیون دلاری در سراسر جهان، دومین فیلم پرفروش تاریخ تا آن زمان بود.
نایتلی در اولین نقش اصلی خود، در فیلم بلند شاهزاده دزدان (۲۰۰۱) محصول والت دیزنی، نقش دختر رابین هود را بازی کرد. در حین آماده‌سازی برای فیلم، او چندین هفته تیراندازی با کمان، شمشیربازی و اسب‌سواری را آموزش دید. او همزمان در فیلم هیجان‌انگیز حفره ظاهر شد که به صورت مستقیم در ایالات متحده اکران شد. نیک هام، کارگردان فیلم او را «نسخه جوان جولی کریستی» توصیف کرد. نایتلی همچنین نقشی را در مینی‌سریال اقتباسی دکتر ژیواگو در سال ۲۰۰۲ بازی کرد که با نقدهای مثبت و بینندگان بالایی مواجه شد. در همان سال، نایتلی در نقش یک معتاد مواد مخدر و حامله را در فیلم درام پاک ساخته گیلیز مک‌کینون بازی کرد. این فیلم با بازی مالی پارکر و هری ادن در جشنواره بین‌المللی فیلم تورنتوی ۲۰۰۲ اکران شد. کارلو کاوانیا در وبگاه AboutFilm.com از یک نقد گذشته‌نگاری، به حضور نایتلی در صفحه‌نمایش اشاره کرد و نوشت که «[اگرچه نایتلی] نیمی از توانایی پارکر را ندارد [...] او در فیلم پاک به خوبی می‌درخشد».
نایتلی در کمدی ورزشی مثل بکام کات‌دار بزن به کارگردانی گاریندر چادا که در گیشه بریتانیا و ایالات متحده فروش بالایی داشت، نقش برجستهٔ خود را ایفا کرد. او در این فیلم نقش یک بازیکن فوتبال تام‌بوی به نام جولز را ایفا می‌کند که با هنجارهای اجتماعی مبارزه می‌کند و دوستش را متقاعد می‌کند که این ورزش را دنبال کند. این فیلم با نقدهای مثبت منتقدان همراه بود و طبیعت «جذاب‌کننده» و «الهام‌بخش» آن، بافت اجتماعی و اجرای بازیگران را ستایش کردند. نایتلی و همبازی‌اش پارمیندر ناگرا برای اجراهایشان توجه بین‌المللی را به خود جلب کردند. منتقد جیمز براردینلی که تا حد زیادی از فیلم و بازیگران «پرانرژی و دوست‌داشتنی» آن را تمجید می‌کرد، خاطرنشان کرد که نایتلی و ناگرا «جان زیادی را به شخصیت‌های فوراً دوست‌داشتنی‌شان وارد کردند». این دو برای آماده شدن در نقش‌های خود، سه ماه تمرینات فوتبال گسترده‌ای را زیر نظر مربی فوتبال انگلیسی سایمون کلیفورد گذراندند. نایتلی در ابتدا نسبت به این پروژه بدبین بود و در مصاحبه‌ای با تریسی اسمیت گفت: «به یاد دارم که به دوستان گفتم که داشتم این فیلم فوتبال دخترانه را بازی می‌کردم  [...] و هیچ‌کس فکر نمی‌کرد که خوب باشد.»

### شهرت جهانی (۲۰۰۳–۲۰۰۷)
نایتلی نقش الیزابت سوآن را در فیلم شمشیربه‌دستان و فانتزی دزدان دریایی کارائیب: نفرین مروارید سیاه (۲۰۰۳) به تصویر کشید. این فیلم که بر اساس جاذبه‌های پارک دیزنی ساخته شده، حول محور جک اسپارو و آهنگر ویل ترنر است که الیزابت سوآن را از یک مدال طلای نفرین‌شده از دزدان دریایی قرن هجدهم نجات می‌دهند. تهیه‌کنندگان جری بروکهایمر و گور وربینسکی نایتلی را به دلیل «کیفیت وصف‌ناپذیر [...] که یادآور ستاره‌های سینمای دوران شکوفایی هالیوود است» انتخاب کردند. نایتلی بدل‌کاری مورد نیاز را دست کم می‌گرفت و معتقد بود که او در درجه اول در کالسکه می‌نشست. او در طول فیلمبرداری به مدت دو روز حالت ورزشی درازکش را تمرین کرد و پیشنهاد یک بدلکار را برای پریدن از روی سکو برای صحنه رد کرد. علیرغم وجود نام ستاره‌هایی مانند جانی دپ و جفری راش و بودجه ۱۳۵ میلیون دلاری، انتظار می‌رفت دزدان دریایی در گیشه شکست بخورد. خود نایتلی به چشم‌اندازهای آن خوش‌بین نبود. این فیلم در رتبهٔ اول گیشه قرار گرفت و با فروش جهانی ۶۵۴ میلیون دلاری، به یکی از پرفروش‌ترین اکران‌های سال تبدیل شد. الویس میچل از نیویورک تایمز، گستاخی فیزیکی «سرسخت و مطمئن» نایتلی را با نیکول کیدمن مقایسه کرد، در حالی که کیت فیپس از ای. وی. کلاب او و بلوم را بازیگران خوش‌نمای فیلم معرفی کرد.
همچنین در سال ۲۰۰۳، نایتلی در کمدی رمانتیک در واقع عشق با مضمون کریسمس ساختهٔ ریچارد کرتیس و با حضور گروهی از بازیگران، که شامل بازیگر محبوب دوران کودکی او اما تامپسون بود، ظاهر شد. نایتلی نقش ژولیت را بازی می‌کند؛ زنی که مردی مخفیانه عاشق اوست. پیتر تراورز از رولینگ استون از هدر رفتن استعداد نایتلی در یک نقش «هیچ» انتقاد کرد، در حالی که مگان کانر از گاردین خاطرنشان کرد که این فیلم نایتلی را به یک نام پرآوازه تبدیل کرد. فیلم در واقع عشق به عنوان یک کلاسیک کریسمس مدرن شناخته شده‌است. نایتلی معتقد است که مسیر این فیلم «فوق‌العاده» است، با توجه به اینکه محبوبیت آن چند سال پس از اکران فیلم دوباره بر سر زبان افتاد. تنها اکران نایتلی در سال ۲۰۰۴، فیلم تاریخی آرتور شاه بود که در آن نقش گوئینویر، ملکه جنگجو و همسر شخصیت اصلی فیلم را ایفا کرد. این نقش مستلزم آموختن بوکس، تیراندازی با کمان و اسب سواری بود. منتقد ای.او. اسکات نایتلی را به خاطر اینکه «خود را در هر صحنه‌ای درگیر می‌کند» تحسین کرد. اگرچه این فیلم نقدهای نامطلوبی دریافت کرد، اما جایگاه نایتلی به عنوان یک بازیگر رشد کرد. او توسط خوانندگان مجله هلو به عنوان آینده‌دارترین ستاره نوجوان صنعت انتخاب شد، و در مقاله‌ای از مجله تایم عنوان شد که به نظر می‌رسید او به جای یک ستاره سینما، خود را به عنوان یک بازیگر جدی توسعه می‌دهد.

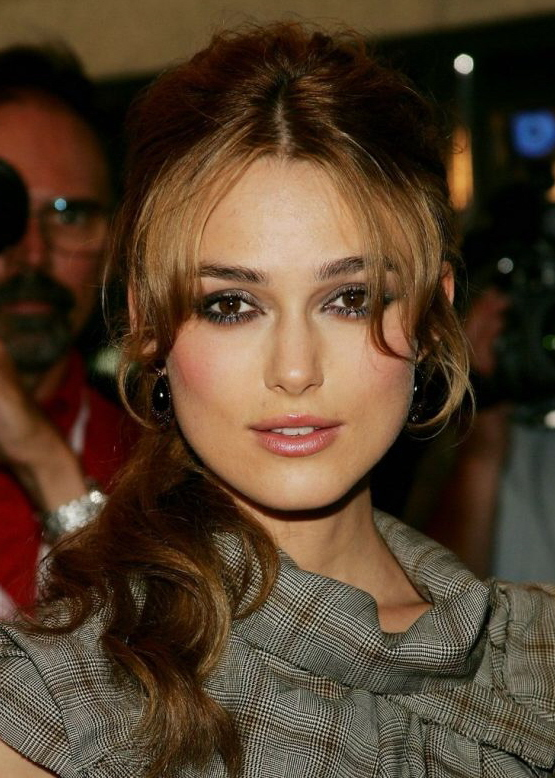
نایتلی در افتتاحیهٔ غرور و تعصب در جشنواره بین‌المللی فیلم تورنتو ۲۰۰۵. این نقش باعث شد نایتلی اولین نامزدی خود برای جایزهٔ اسکار را کسب کند.

نایتلی در سال ۲۰۰۵ در سه فیلم ظاهر شد که اولین آن‌ها تریلر روان‌شناختی ژاکت با بازی آدرین برودی بود. کیم نیومن در مجلهٔ امپایر نوشت که این نقش با نقش‌هایی که قبلاً بازی کرده بود متفاوت است و افزود: «با خارج شدن از چرخه دورهمی و آمریکایی صحبت کردن، سعی می‌کند دامنه خود را گسترش دهد و می‌توان گفت که بازیگر خوبی است.» نایتلی در ادامه نقش شخصیت اصلی فیلم اکشن فرانسوی-آمریکایی دومینو از تونی اسکات که بر اساس زندگی دومینو هاروی ساخته شده بود را بازی کرد. اکران این فیلم در چندین نوبت به تعویق افتاد و در اکران نهایی در ماه نوامبر، نقدهای منفی منتقدان را دریافت کرد و در گیشه ضعیف عمل کرد.
موفق‌ترین اکران نایتلی در سال ۲۰۰۵ غرور و تعصب بود؛ این فیلم یک درام دورانی و ساخته‌شده بر اساس رمان غرور و تعصب از جین آستن است که او در آن نقش الیزابت بنت را بازی می‌کند. کارگردان فیلم جو رایت، نایتلی را به خاطر طبیعت پسرانه‌اش همراه با «ذهن سرزنده» و شوخ‌طبعی انتخاب کرد.  نایتلی، که از دوران جوانی این کتاب را تحسین می‌کرد، دربارهٔ شخصیت خود گفت: «زیبایی الیزابت این است که هر زنی که کتاب را می‌خواند، به نظر می‌رسد خود را با تمام عیوب و نقص‌هایش می‌شناسد.» پس از اکران، این فیلم حدود ۱۲۰ میلیون دلار فروش داشت که به با موفقیت تجاری همراه بود و نقدهای مثبت منتقدان را دریافت کرد. پیتر بردشاو از مجلهٔ گاردین، عملکرد او را «زیبایی، ظرافت، روحیه و شوخ‌طبعی؛ در درخشش و اعتماد به نفس فزاینده‌اش» توصیف و درک اللی از ورایتی «قدرت درخشان» او را یادآور آدری هپبورن در جوانی‌اش دانست. نایتلی در سن ۲۰ سالگی نامزد جایزهٔ بهترین بازیگر زن از گلدن گلوب و اسکار شد و سومین شخص جوان نامزدشده برای اسکار شد. موفقیت‌های متوالی نایتلی با بررسی بیشتر رسانه‌ها همراه شد و او بعداً گفت که در این دوره با سلامت روان خود دست و پنجه نرم کرده‌است. در سال ۲۰۰۶ از نایتلی برای پیوستن به آکادمی علوم و هنرهای سینما دعوت شد.
بعداً نایتلی نقش نقش الیزابت سوآن را در فیلم دوم و سوم دزدان دریایی کارائیب بازی کرد. دو دنباله در سال ۲۰۰۴ با نویسندگان تد الیوت و تری روسیو در حال توسعه یک قوس داستانی بودند که هر دو فیلم را در بر می‌گرفت. در خلاصه داستان این فیلم آمده‌است که سوآن باک به دنبال ماجراجویی و تبدیل شدن به یک دزد دریایی و جنگجوی خشن می‌شود تا با مهارت‌های اسپارو و معشوقه‌اش ترنر مطابقت داشته باشد. قسمت‌های بعدی به نایتلی این امکان را داد که در شمشیرزنی آموزش ببیند. او از زمان اولین فیلم به دنبال انجام شمشیرزنی بود. فیلمبرداری پروژه‌ها در سال ۲۰۰۵ به طول انجامید. دزدان دریایی کارائیب: صندوقچه مرد مرده (۲۰۰۶) با فروش ۱٫۰۶۶ میلیارد دلاری، به بزرگ‌ترین موفقیت تجاری در مسیر شغلی نایتلی تبدیل شد. سومین قسمت از این مجموعه، دزدان دریایی کارائیب: پایان جهان در ۲۰۰۷ منتشر شد. منتقد ای. او اسکات عملکرد نایتلی را «بی‌پروایی رمانتیک که تا پایان ظاهر می‌شود» را توصیف کرد. فیلم سوم نیز بیش از ۹۶۰ میلیون دلار فروش داشت اما با نقدهای ضد و نقیض منتقدان همراه بود.
ارتباط مستمر نایتلی با فیلم‌هایی در ژانر درام‌های دورانی نتایج متفاوتی به همراه داشت؛ همان‌طور که در دو فیلم سال ۲۰۰۷، یعنی ابریشم ساختهٔ فرانسوا جرارد، و تاوان ساختهٔ جو رایت، او اقتباس‌های رمان‌های الساندرو باریکو و ایان مک‌یوون را به تصویر کشید. پروژه اول در گیشه شکست خورد، ولی دومی با موفقیت تجاری و انتقادی همراه بود. نایتلی در تاوان نقش سیسیلیا تالیس، بزرگ‌ترین خواهر تالیس را بازی می‌کند که با معشوقه‌اش، با بازی جیمز مک‌آووی، درگیر عاشقانه‌ای در طول دوران جنگ است. او گفت که حرکت در فیلم کوچکتر و صمیمی‌تر در مقایسه با فرنچایز دزدان دریایی کارائیب یک تطبیق‌پذیری بود. نایتلی در آماده‌سازی برای این فیلم، رمان و همچنین «طبیعت‌گرایی» اجرا را که در فیلم‌های دهه‌های ۱۹۳۰ و ۱۹۴۰ دیده می‌شود، مانند جایی که خدمت می‌کنیم (۱۹۴۲) و برخورد کوتاه (۱۹۴۵) را مورد مطالعه قرار داد. او ماهیت چندلایه و «جذاب» رفتار شخصیت خود را تحسین می‌کرد. نقش‌آفرینی او برایش نامزدی دریافت جوایز بفتا و گلدن گلوب در رشتهٔ بهترین بازیگر زن را به همراه داشت. منتقد ریچارد روپر که فکر می‌کرد دو بازیگر اصلی در نقش‌های مربوطه‌شان «بسیار عالی» هستند، از شکست آن‌ها در دریافت نامزدی جایزه اسکار متحیر بود. لباس سبزی که نایتلی در صحنه اوج فیلم پوشیده بود، توجه مطبوعات را به خود جلب کرد و به عنوان یکی از بهترین لباس‌های تاریخ سینما دانسته شده‌است.

### فیلم‌های مستقل و تئاتر (۲۰۰۸–۲۰۱۳)
در ۲۰۰۸، نایتلی در کنار سیه‌نا میلر، کیلین مورفی و متیو ریس در درام جنگی لبه عشق ظاهر شد. در این فیلم او نقش ورا فیلیپس، دوست دوران کودکی شاعر ولزی دیلن تامس و همسرش کیتلین مکنامارا را به عهده داشت. فیلم‌نامهٔ آن را مادر نایتلی نوشت. پس از امضای قرارداد نایتلی، نقش شخصیت او با تمرکز فیلم بر روی عشق او به سربازی بریتانیایی افزایش یافت. نایتلی با سکوت نقش خود ارتباط برقرار کرد و او را «تراژیک و زیبا» توصیف کرد. او نقش خود را بر اساس مارلنه دیتریش ایفا کرد و قرار بود صدای از پیش ضبط‌شده او را تقلید کند. نایتلی در ابتدا از انجام این کار خجالت کشید اما در نهایت این کار را انجام داد. این فیلم پس از اکران به موفقیت متوسطی در زمینهٔ منتقدان و تجاری دست یافت. عملکرد نایتلی و توانایی‌های آواز خواندن او مورد ستایش قرار گرفت. ایندیپندنت خاطرنشان کرد که نایتلی «استقلال و پیچیدگی را به ورا می‌بخشد که سال‌ها در پیش است»، در حالی که لس آنجلس تایمز نوشت: «فیلم متعلق به زنان است، و نایتلی پله‌های ترقی را طی می‌کند (و نشان می‌دهد که می‌تواند آواز بخواند!).»

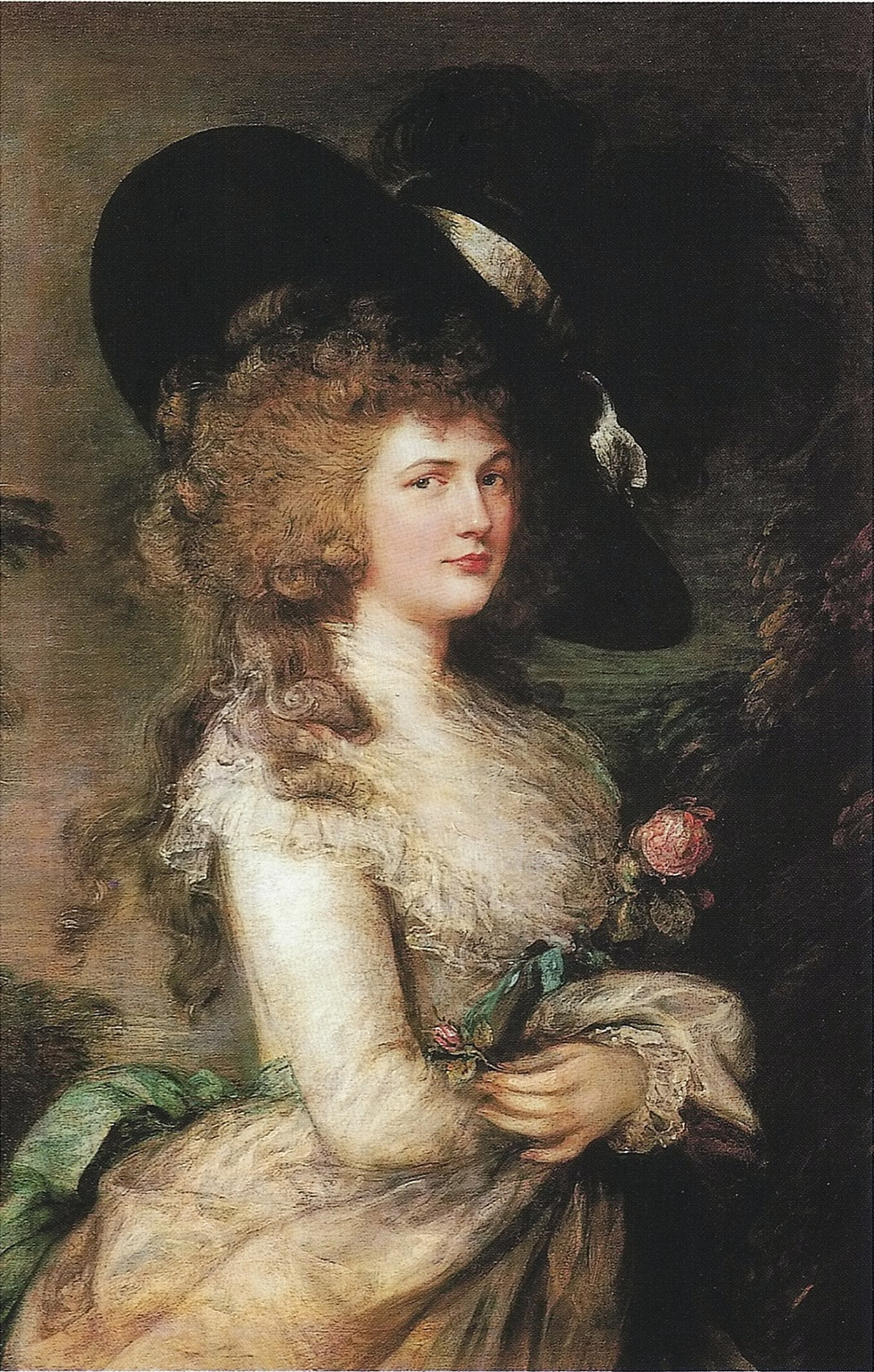
نایتلی برای بازی در نقش اشراف‌زاده قرن هجدهم جورجیانا کاوندیش در دوشس (۲۰۰۸) تحسین شد

نایتلی نقش اشراف بریتانیایی قرن هجدهم جورجیانا کاوندیش، دوشس دوونشایر را در دوشس (۲۰۰۸) از سال دیب که بر اساس رمان پرفروش بیوگرافی جورجیانا، دوشس دوونشایر اثر آماندا فورمن بود، بازی کرد. این فیلم داستان ظهور جورجیانا در جامعه به عنوان یک سلیقه‌ساز سیاسی-اجتماعی پس از متلاشی شدن ازدواجش را روایت می‌کند. فیلم‌نامه‌ای که به نایتلی فرستاده شد با «پرهای بزرگ شترمرغ سفید» و یک روبان طلایی پوشانده شده بود. گابریل تانا، تهیه‌کننده فیلم، اظهار داشت که نایتلی «درکی غریزی» از چنین جنبه‌هایی از زندگی جورجیانا را به عنوان یک سلبریتی از تجربیات خود به ارمغان آورد. نایتلی جذب قدرت و موقعیت شخصیت خود به‌عنوان یک تأثیر سیاسی و قدرت مد شد، در حالی که از نظر درونی آسیب‌پذیر و منزوی بود. سیمون کروک از مجلهٔ امپایز بازی او را «احتمالاً بهترین نقش او تا به امروز در فیلمی که جو رایت کارگردانی نکرده‌است» توصیف کرد. سال بعد، او نامزد جایزه فیلم مستقل بریتانیا برای بهترین بازیگر زن شد. یک اقتباس سینمایی از تراژدی شاه لیر اثر ویلیام شکسپیر که قرار بود نایتلی و آنتونی هاپکینز در آن بازی کنند به دلیل کسادی لغو شد.
نایتلی اولین بار در وست اند با نسخه کمدی نمایش مردم‌گریز اثر مولیر به روی صحنه رفت. این نمایش با بازی نایتلی، دیمین لوئیس، تارا فیتزجرالد و دومینیک روآن، در دسامبر ۲۰۰۹ در تئاتر هارولد پینتر روی صحنه رفت. او نقش جنیفر، یک ستاره کم‌عمق، عاشق و آسیب‌پذیر فیلم آمریکایی را به تصویر کشید که توسط یک نمایشنامه‌نویس تحلیلی و راستگو مورد محبت قرار می‌گیرد. نایتلی این نقش را انتخاب کرد زیرا احساس می‌کرد «اگر در حال حاضر تئاتر کار نکنم، فکر می‌کنم برای انجام آن خیلی وحشت‌زده خواهم بود» و محصول را به عنوان یک تجربه «فوق‌العاده و فوق رضایت بخش» توصیف کرد. او نسبت به عملکرد خود مشکوک بود. پل تیلور از مجلهٔ ایندیپندنت خاطرنشان کرد که نایتلی «نه تنها به طرز قابل توجهی متقاعدکننده بود، بلکه در مواقعی در طنز خود بسیار هیجان انگیز بود.» با این حال، مایکل بیلینگتون در گاردین خاطرنشان کرد که به دلیل ماهیت نقش، «می توان گفت که او بی‌دلیل کشش ندارد.» نایتلی نامزد دریافت جایزهٔ لارنس اولیویه بهترین بازیگر زن نقش مکمل و جایزهٔ ایونینگ استاندارد شد.
نایتلی دههٔ جدید را با سه فیلم آغاز کرد. او گفت که کارش در این دوره به او کمک کرد تا «همدلی با مردم یا موقعیت‌هایی داشته باشد که من لزوماً همدلی با آن‌ها را آسان نمی‌دانم.» دو تا از این تولیدات، درام عاشقانه دیشب از مسی تاجدین و فیلم جنایی نوآر بلوار لندن از ویلیام موناهان با نقدهای متفاوتی از سوی منتقدان مواجه شدند و در میان کم‌درآمدترین فیلم‌های کارنامه نایتلی قرار گرفتند. اکران دیگر نایتلی، هرگز رهایم مکن، اقتباسی از رمان کازوئو ایشی‌گورو با همین نام، در گیشه بهتر ظاهر شد و نقدهای مثبتی دریافت کرد. نایتلی فیلم‌نامه را منحصر به فرد توصیف کرد که خواننده را به فکر واداشت. او در کنار اندرو گارفیلد و کری مولیگان، نقش یکی از سه فارغ‌التحصیل مدرسه شبانه‌روزی استبدادی را ایفا کرد که سرنوشت خود را در یک ویران‌شهر کشف می‌کند.

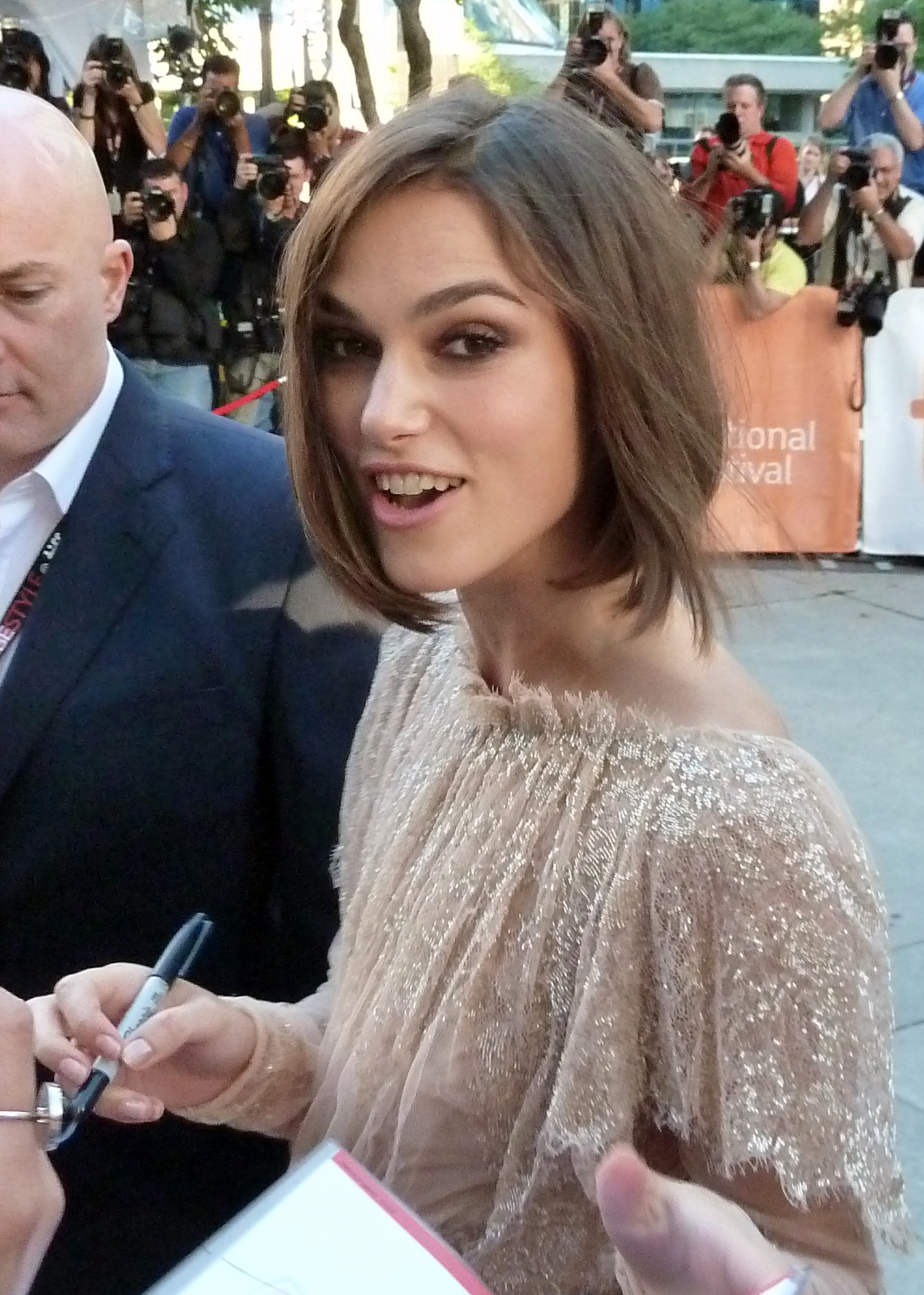
نایتلی در افتتاحیهٔ یک روش خطرناک در جشنواره بین‌المللی فیلم تورنتو ۲۰۱۱

نایتلی در احیای نمایش ساعت کودکان (۲۰۱۱) از لیلیان هلمن در تئاتر کمدی لندن بازی کرد. او نقش سال ۱۹۳۴ کارن رایت، معلم مدرسه‌ای متهم به لزبینیسم را به تصویر کشید. بن برانتلی از نیویورک تایمز اظهار داشت که اجرای او «شدت» و «تندخویی معتبر» را در مطالب قدیمی نشان می‌دهد. تنها فیلم نایتلی در سال ۲۰۱۱، درام تاریخی یک روش خطرناک با بازی ویگو مورتنسن، مایکل فاسبندر و ونسان کسل بود. این فیلم که بر اساس نمایش‌نامه کریستوفر همپتون در سال ۲۰۰۲ به نام درمان گفتاری ساخته شده و در آستانه جنگ جهانی اول جریان دارد، روابط آشفته بین روان‌پزشک نوپای کارل یونگ، مربی او زیگموند فروید و سابینا اسپیلرین را به تصویر می‌کشد. نایتلی اسپیلرین، روانکاو جوان پریشان اما زیبا را که بین یونگ و فروید قرار می‌گیرد را به تصویر کشید. نایتلی چهار ماه را صرف مطالعه و گفتگو دربارهٔ رفتار شخصیتش با روانشناسان کرد تا برای این نقش آماده شود. او از عمق و تنوع قوس شخصیتی خود را که برای نقش‌های زن نادر می‌دانست، قدردانی می‌کرد. این فیلم در شصت و هشتمین جشنواره فیلم ونیز با استقبال مثبتی روبه‌رو شد، در حالی که نایتلی بازخوردهای مثبتی را از سوی منتقدان دریافت کرد و اندرو اوهیر از سلان او را با عنوان «ستاره واقعی این فیلم» توصیف کرد.
نایتلی با استیو کرل در درام کمدی به جستجوی دوستی برای آخرالزمان (۲۰۱۲) هم‌بازی شد که مورد انتقاد قرار گرفت. بعداً در همان سال، او برای سومین بار با کارگردان جو رایت برای فیلم‌برداری آنا کارنینا همکاری کرد. او این همکاری را مهم‌ترین کار حرفه‌ای خود می‌دانست. نایتلی معتقد بود که «مقصر اخلاقی» پیچیده شخصیت او زیر سؤال است، اما مجذوب دلسوزی نقش خود شد. نایتلی نقدهای مثبتی را برای اجرای خود دریافت کرد که باعث سر و صدای اولیه برای اسکار شد. باتسی شارکی از لس آنجلس تایمز نوشت که نایتلی «در تلاش برای ارائه یک واقعیت احساسی، قلب‌ها و ناراحتی‌ها را در معرض خطر قرار می‌دهد.» در جشنواره بین‌المللی فیلم تورنتو در ۲۰۱۳ اولین فیلم موزیکال نایتلی با نام دوباره شروع کن با بازی مارک رافلو به نمایش درآمد. این فیلم به کارگردانی جان کارنی در سال ۲۰۱۴ اکران شد. دیوید رونی از هالیوود ریپورتر «صمیمیت و نزدیکی آرام‌کننده» فیلم‌نامه و رابطهٔ قوی بین نایتلی و رافلو را ستایش کرد. کارنی بعداً بارها از بازی نایتلی در این فیلم انتقاد کرد و گفت که او در به تصویر کشیدن یک خواننده و ترانه‌سرا به اندازه کافی قانع‌کننده نبود و با تحقیر از او به عنوان یک «مدل» یاد کرد. او بعداً از طریق توییتر از نایتلی به خاطر نظراتش عذرخواهی کرد. نایتلی بعداً گفت که موسیقی برای او «هرگز کارساز نمی‌شود» و او بیشتر به کتاب و نمایش علاقه‌مند است. در اواخر همان سال، او در فیلم کوتاه کارل لاگرفلد به‌نام روزی روزگاری… ظاهر شد.

### نقش‌های بیوگرافی و سیاسی (۲۰۱۴–اکنون)
نایتلی گفت که به پایان مرحله اول حرفهٔ خود رسیده و تمایل خود برای جدا شدن از نقش‌های «عصبی» آثار قبلی خود را بیان کرد. در سال ۲۰۱۴ نایتلی در تریلر جاسوسی جک رایان: سرباز سایه ایفای نقش کرد. او نقش دکتر کتی مولر، همسر نهایی رایان را به تصویر می‌کشد. نایتلی به دنبال ساخت فیلمی سبک‌تر از کارهای قبلی خود بود، و مشتاقانه منتظر کار با کارگردان کنت برانا بود. با این حال، این فیلم نقدهای متفاوتی را در گیشه دریافت کرد. فیلم بعدی نایتلی کندذهن‌ها، اولین بار در جشنواره فیلم ساندنس ۲۰۱۴ به نمایش درآمد. این فیلم یک کمدی رمانتیک با بازی کلویی گریس مورتس و سم راکول است. این فیلم زندگی مگان با بازی نایتلی را دنبال می‌کند؛ یک جوان ۲۸ ساله که تحصیلاتش را بالا می‌برد و دچار بحران ربع زندگی می‌شود. نایتلی با دیر بلوغی شخصیتش همدلی کرد و از روایت فیلم از منظر زنانه قدردانی کرد. کندذهن‌ها با نظرات مثبت منتقدان مواجه شد و عملکرد نایتلی مورد تحسین منتقدان قرار گرفت. منتقدی از درپ از او به‌عنولن یک «افشاگر قابل انعطاف» یاد کرد و از اجرای «ازروی خوشی ناهنجار» او تمجید کرد.
نایتلی در درام تاریخی بازی تقلید (۲۰۱۴) از مورتن تیلدام که بر اساس زندگی ریاضی‌دان بریتانیایی آلن تورینگ با بازی بندیکت کامبربچ ساخته شد، جون کلارک، سکه‌شناس و رمزنگار را به تصویر می‌کشد که کدهای اطلاعاتی آلمان را برای دولت بریتانیا در طول جنگ جهانی دوم با تورینگ رمزگشایی می‌کرد. نایتلی دربارهٔ مصاحبه‌های کلارک تحقیق کرد و سعی کرد «جنبۀ طبقۀ مرفه» او را حفظ کند و از عمق احساساتش و محافظت از تورینگ در فیلم‌نامه بهره برد. بازی تقلید با فروش بیش از ۲۳۳٫۶ میلیون دلار به یک موفقیت تجاری و نیز انتقادی تبدیل شد. نایتلی برای این نقش توانست دومین بار نامزد اسکار و بفتا و سومین بار نامزد گلدن گلوب شود که همگی در رشتهٔ بهترین بازیگر نقش مکمل زن بودند. با این وجود، لیدی ژان فورد که با کلارک و تورینگ کار کرده بود، احساس می‌کرد نایتلی «از هیچ جهت» شبیهٔ کلارک نیست و برای بازی در نقش او «بیش از حد زیبا» بود.

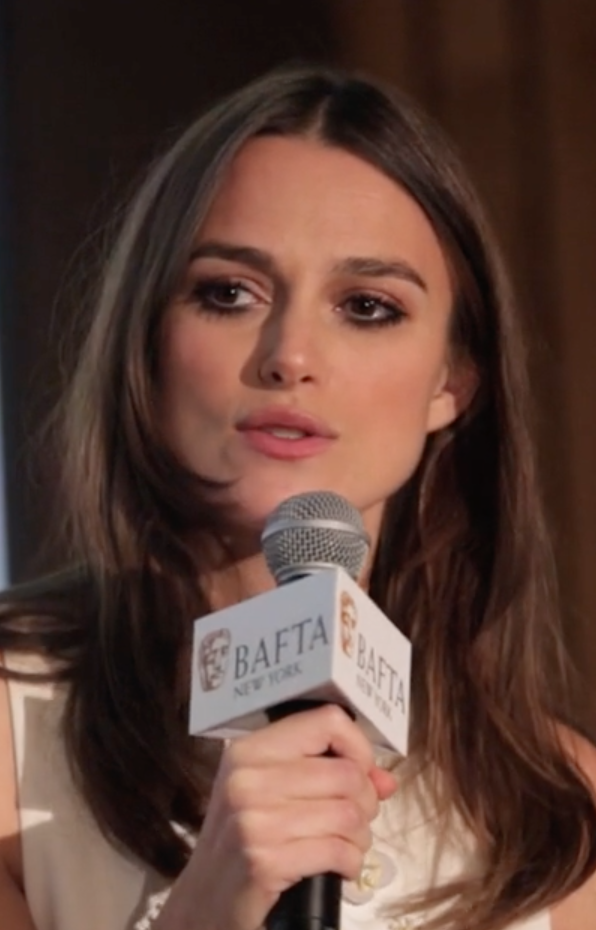
نایتلی در حال سخنرانی در یک رویداد آکادمی هنرهای فیلم و تلویزیون بریتانیا در سال ۲۰۱۵

تنها اکران نایتلی در سال ۲۰۱۵ به عنوان بخشی از گروه بازیگران فیلم فاجعه بیوگرافی اورست بود. این فیلم بر اساس فاجعه ۱۹۹۶ کوه اورست با نایتلی در نقش همسر کوهنورد راب هال ساخته شد. اورست با نقدهای کلی مثبت منتقدان همراه شد. ورایتی نوشت که نایتلی در نقش زنی که احتمال از دست دادن همسرش بود، «اجرای عمیقاً احساسی» ارائه کرده‌است. در اکتبر ۲۰۱۵، نایتلی اولین بار در تئاتر برادوی با نقش اصلی در اقتباسی از ترز راکن اثر امیل زولا در استودیو ۵۴ به روی صحنه رفت. نایتلی پس از دوبار رد پروژه، این نقش را بر عهده گرفت، زیرا فکر می‌کرد که قادر به ایفای نقش نیست. او به شرایط «در قفس» شخصیت خود و همچنین نقش تاریک و فعال او در نمایش علاقه پیدا کرد، زیرا او به دنبال کناره‌گیری از نقش‌های فرعی منفعل بود. الکساندرا ویارئال از هافینگتون پست دربارهٔ اجرای او نوشت: «او عصبانی می‌شود، و کناره می‌گیرد، و شما می‌توانید تکامل روانی او را» تماشا کنید
در سال ۲۰۱۶، مشخص شد که نایتلی قرار است در یک فیلم زندگی‌نامه‌ای دربارهٔ کاترین کبیر، امپراتور روسیه در قرن هجدهم، به کارگردانی باربارا استرایسند بازی کند که هنوز به نتیجه نرسیده‌است. نایتلی در درام زیبایی موازی (۲۰۱۶) در کنار ویل اسمیت، ادوارد نورتون، کیت وینسلت و هلن میرن ظاهر شد. این فیلم با نقد منفی منتقدان همراه بود، و بازیگران نامزد دریافت تمشک طلایی شدند. علیرغم اینکه نایتلی قبلاً در موارد متعددی گفته بود که هرگز به مجموعهٔ دزدان دریایی کارائیب بازنخواهد گشت، اما حضور کوتاهی در نقش الیزابت سوآن در دزدان دریایی کارائیب: مردگان حکایت نمی‌کنند (۲۰۱۷) داشت. مخاطبان بارها در مورد شخصیت او جویا شده بودند.
نایتلی در درام زندگی‌نامه‌ای کولت (۲۰۱۸) نقش نویسندهٔ فرانسوی کولت را بازی کرد. این فیلم صعود اجتماعی کولت را در جامعه دوران زیبا از طریق رمان‌های تحریک‌آمیزش به تصویر می‌کشد که شوهرش کارهای او را سرقت می‌کند، و مورد سوء استفاده قرار می‌گیرد. نایتلی معتقد بود که این فیلم به شدت با فمینیسم مدرن ارتباط دارد و تغییرات فرهنگی در سیاست‌های جنسیتی را به تصویر می‌کشد. او برای آماده شدن در این نقش، رمان‌های کولت، از جمله ولگرد و چری را خواند و در ابتدا قصد داشت از زادگاهش در بورگونی، فرانسه دیدن کند. او نویسنده را «الهام‌بخش» می‌دانست و نقص‌ها و همچنین شجاعت او را تحسین می‌کرد. این فیلم که در جشنواره فیلم ساندنس اکران شد، از نظر منتقدان موفق بود و بازی نایتلی مورد تحسین قرار گرفت. منتقدی برای نیویورک تایمز از جنب و جوش و «مادیت» او ستایش کرد و جردن هافمن از گاردین نوشت که این فیلم نایتلی را در «فرم برتر: درخشان، باهوش، سکسی و دلسوز» نمایش می‌دهد. نایتلی در سال ۲۰۱۸ به دلیل خدماتش در درام و خیریه به مقام افسر نشان امپراتوری بریتانیا (OBE) منصوب شد.
در همان سال، او در اقتباس دیزنی از فندق‌شکن، با عنوان فندق‌شکن و چهار قلمرو، نقش پری قندآلو را بازی کرد که مورد انتقاد منتقدان قرار گرفت. در سال ۲۰۱۹، نایتلی در فیلم عواقب که اقتباس سینمایی از رمان بود، در کنار الکساندر اسکاشگورد هم‌بازی شد. نایتلی نقش راشل، همسر «سرد و پیچیده» یک ارتشی بریتانیا را بازی می‌کند که از مرگ پسرش توسط بمب آلمانی آسیب دیده‌است. در این فیلم او و همسرش در حالی که با غم و اندوه روبرو هستند به آلمان نقل مکان می‌کنند. این فیلم نقدهای متفاوتی دریافت کرد. تای بور از بوستون گلوب نایتلی را به خاطر افزودن «اعتقاد، لطف، قلب و عصبیت» به فیلم تمجید کرد، در حالی که کیتی والش از لس آنجلس تایمز احساس کرد نایتلی و اسکارشگورد بسیار محتاط هستند. نایتلی بعداً نقش سوت‌زن کاترین گان را در اسرار رسمی (۲۰۱۹) به تصویر کشید، که برای اولین بار در جشنواره فیلم ساندنس در ژانویه ۲۰۱۹ نمایش داده شد و نقدهای مثبتی دریافت کرد. نایتلی معتقد بود که فیلم جنگ عراق و مسئولیت‌پذیری دولت را با سیاست مدرن به تصویر می‌کشد. پیتر بردشاو در نگارش برای گاردین، «عملکرد متمرکز، قابل قبول و دلسوزانه» نایتلی را ستود. کاترین گان نیز از این فیلم ابراز رضایت کرد.
اولین نقش نایتلی در دههٔ ۲۰۲۰، فعال فمینیستی سالی الکساندر در فیلم بدرفتاری (۲۰۲۰) بود؛ فیلمی دربارهٔ تاج‌گذاری اولین شرکت‌کننده سیاهپوست در مسابقه دوشیزه جهان در سال ۱۹۷۰. این فیلم در مورد تفاوت‌های اینترسکشنالیتی در موج دوم فمینیسم بحث می‌کند. نایتلی به جنبه‌های سیاسی پروژه جذب شد. بدرفتاری مورد استقبال مثبت قرار گرفت، و گای لاج از ورایتی دوبله نایتلی را «دوست‌داشتنی مثل همیشه» توصیف کرد، اما گفت کرد که او «کمترین چهره جذاب» را به تصویر می‌کشد. نایتلی قرار بود مجموعهٔ مار اسکس را تهیه‌کنندگی و در آن ایفای نقش کند، اما به دلیل نگهداری از کودک در طول دورهٔ قرنطینهٔ همه‌گیری کووید-۱۹، آن را کنار گذاشت. در سال ۲۰۲۱، او در کمدی تعطیلات شب خاموش کرد. او همچنین صداپیشگی نقش اصلی فیلم انیمیشن درام شارلوت را بر عهده داشت که به داستان واقعی یک هنرمند جوان در طول هولوکاست می‌پردازد.
نایتلی یک سال از بازیگری مرخصی گرفت تا با خانواده وقت بگذراند. در سال ۲۰۲۳، او در درام جنایی جانی بوستون که بر اساس داستان واقعی ساخته شد، نقش خبرنگار لورتا مک‌لافلین را بازی کرد.

## زندگی خصوصی

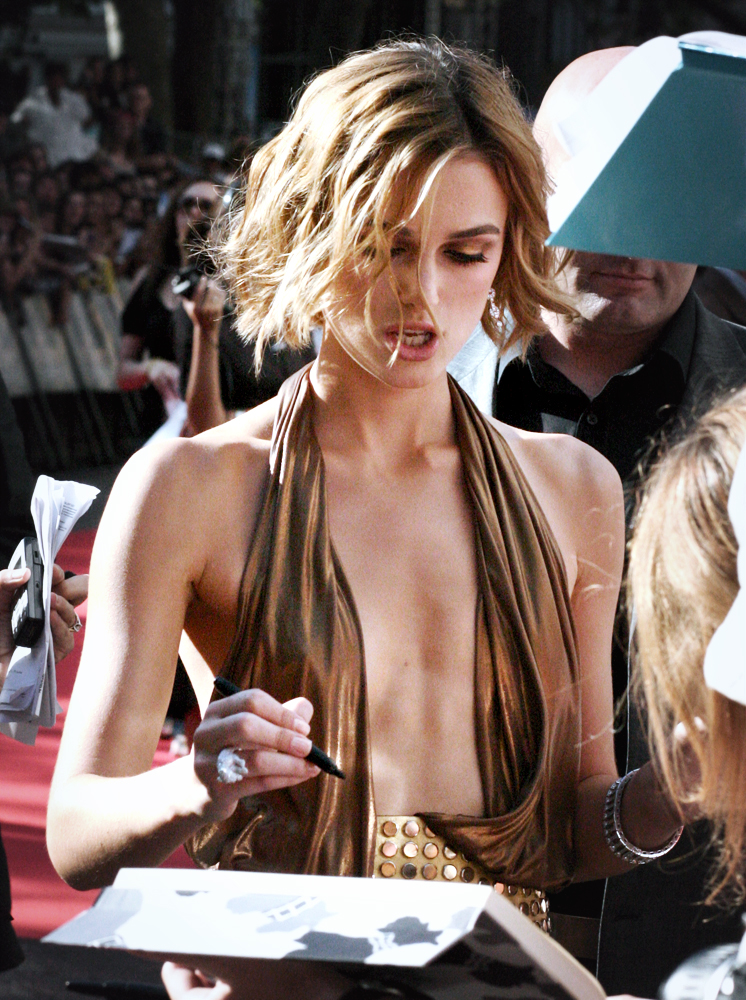
کِیرا کریستینا نایتلی در سال ۲۰۰۶

نایتلی قبلاً با بازیگرانی چون دل سینوت، جیمی درنان و روپرت فرند رابطه داشته‌است. او در فوریه ۲۰۱۱ با موسیقی‌دان، جیمز رایتن، وارد رابطه شد. آن‌ها در می ۲۰۱۳ در شهر مازان فرانسه ازدواج کردند. آن‌ها دو دختر دارند که در سال‌های ۲۰۱۵ و ۲۰۱۹ به دنیا آمده‌اند. این خانواده در کننبوری، ایزلینگتون، لندن ساکن هستند. او در جهت حفظ حریم خصوصی خانواده‌اش، هیچ فعالیتی در شبکه‌های اجتماعی ندارد.
در سال ۲۰۰۷، نایتلی برندهٔ یک پرونده افترا علیه روزنامه انگلیسی دیلی میل شد؛ زیرا این روزنامه به دروغ ادعا کرد که او دارای اختلال خوردن است. او ۳۰۰۰ پوند غرامت دریافت کرد و مبلغ ۶۰۰۰ پوند به یک مؤسسه خیریه برای مبتلایان به بیماری‌های روانی و اختلالات خوردن اهدا کرد. در فوریه ۲۰۱۰، مردی ۴۱ ساله پس از تلاش برای تماس با نایتلی در چندین موقعیت در خارج از تئاتر کمدی لندن به آزار و اذیت متهم شد. محاکمه بعدی پس از اینکه او برای شهادت در دادگاه در دسترس نبود به پایان رسید. مرد دیگری پس از آزار و اذیت نایتلی در خارج از خانه و تعقیب او در دسامبر ۲۰۱۶ به هشت هفته زندان محکوم شد.
نایتلی در سال ۲۰۰۶ از کار کردن فاصله گرفت، و پیشنهاد کرد که می‌خواهد برای مسافرت و تمرکز بر زندگی شخصی‌اش مدتی از بازیگری مرخصی بگیرد. در سال ۲۰۱۸، نایتلی گفت که در ۲۲ سالگی دچار یک فروپاشی روانی شده و بعداً تشخیص داده شد که به اختلال اضطراب پس از سانحه مبتلا است؛ زیرا او در تلاش بود تا خود را با افزایش ناگهانی شهرت سازگار کند. او تعریف کرد که چگونه تا اوایل سال ۲۰۰۸ به مدت سه ماه از خانه خود خارج نشد و برای جلوگیری از حملات پانیک به هیپنوتیزم درمانی نیاز داشت تا بتواند در جوایز بفتای آن سال شرکت کند.

## کارنامهٔ هنری
بنا به گزارش وبگاه راتن تومیتوز، موفق‌ترین آثار نایتلی از لحاظ نظر منتقدان، فیلم‌های مثل بکام کات‌دار بزن (۲۰۰۲)، در واقع عشق (۲۰۰۳)، دزدان دریایی کارائیب: نفرین مروارید سیاه (۲۰۰۳)، غرور و تعصب (۲۰۰۵)، تاوان (۲۰۰۷)، دوشس (۲۰۰۸)، هرگز رهایم مکن (۲۰۱۰)، یک روش خطرناک (۲۰۱۱)، بازی تقلید (۲۰۱۴)، اورست (۲۰۱۵)، کولت (۲۰۱۸)، اسرار رسمی (۲۰۱۹) و بدرفتاری (۲۰۲۰) هستند.
نایتلی دوبار نامزد دریافت جایزهٔ اسکار شده‌است: بهترین بازیگر زن برای غرور و تعصب و بهترین بازیگر نقش مکمل زن برای بازی تقلید. او برای فیلم‌های تاوان  و بازی تقلید به‌ترتیب نامزد دریافت جایزهٔ بفتا در رشتهٔ بهترین بازیگر زن و بهترین بازیگر نقش مکمل زن شده‌است.